# Keith Ape
Dong-heon Lee (en coréen : 이동헌), mieux connu par son nom de scène Keith Ape, est un rappeur sud-coréen venant de Séoul. Le single qui a fait connaître Ape, 잊지마 (It G Ma), est sorti le 1er janvier 2015,, et a été sélectionné par Billboard K-Town dans leur top 5 des meilleures chansons de K-pop de 2015.

## Style musical et réception
Keith Ape a été surnommé le « OG Maco coréen » et a été remarqué lors d'un showcase de rap au South by Southwest 2015 parmi d'autres artistes tels que J. Cole, Big Sean, Future, Migos, Rae Sremmurd et d'autres encore. Son concert au SOB's en 2015 s'est retrouvé dans le top 40 du New York Times et a été décrit comme « un désordre sans attaches », et « un héritier clair du chahut du hip-hop du Sud ».

## Controverses
Le 4 février 2015, il a été accusé par le rappeur américain OG Maco d'appropriation culturelle. Il a déclaré que Keith Ape et ses amis se sont moqués de lui en utilisant des stéréotypes de la culture noire pour vendre leur son dans le clip de It G Ma. Il a aussi affirmé qu'ils avaient volé la base de son premier single U Guessed It. Depuis le 13 août 2015, OG Maco touche des royalties grâce à It G Ma, et a depuis supprimé ses tweets concernant ses accusations d'appropriation culturelle. Néanmoins, il a décliné l'invitation qui lui a été faite pour participer au remix de It G Ma.

## Discographie

### Albums studio
| Titre                              | Détails sur l'album                                                                                    |
| ---------------------------------- | --- |
| BORN AGAIN                         | - Date de sortie : 12 octobre 2018 - Label : 88rising - Formats : téléchargement numérique             |
| MOD: Ape's Basics in Time and Play | - Date de sortie : 20 septembre 2021 - Label : UnderWater - Formats : LP, CD, téléchargement numérique |

### Albums collaboratifs
| Titre                                      | Détails sur l'album                                                                                          |
| ------------------------------------------ | --- |
| Project: Brainwash (comme Kid Ash avec G2) | - Date de sortie : 22 janvier 2014 - Label : Luminant Entertainment - Formats : CD, téléchargement numérique |